# کریستوفر دانیال بارنز
کریستوفر دانیال بارنز (انگلیسی: Christopher Daniel Barnes؛ زادهٔ ۷ نوامبر ۱۹۷۲) یک هنرپیشه، بازیگر سینما، و صدا پیشه اهل ایالات متحده آمریکا است.

## فیلم‌شناسی
از فیلم‌ها یا برنامه‌های تلویزیونی که وی در آن نقش داشته است می‌توان به پری دریایی کوچولو، خفه شو و مرا ببوس اشاره کرد.